# Koller-Pouch
Als Koller-Pouch oder Recessus splenorenalis wird in der medizinischen Sonografie der anatomische Spaltraum zwischen Milz und linker Niere bezeichnet. Er kann in der linken hinteren Axillarlinie auf Höhe der 10. und 11. Rippe angeschallt werden.
Der Koller-Pouch ist ähnlich wie der Morison-Pouch, der sich gegenüber auf der rechten Seite, zwischen rechter Niere und Leber befindet, ein Raum, in dem sich in Rückenlage des Patienten sonografisch bereits geringe Mengen intraabdomineller Flüssigkeit (z. B. Blut oder Eiter) nachweisen lassen. Die Darstellung des Koller-Pouchs gehört zum Focused Assessment with Sonography for Trauma (FAST) in der Notfallmedizin.
Nach eigener Angabe ist der deutsche Chirurg Heinz-Joachim Koller, der zuletzt als Hausarzt auf Langeoog praktizierte und dort Ultraschallkurse gab, Namensgeber.